# 爱德华·林德伯格
爱德华·林德伯格（英語：Edward Lindberg，1886年11月9日—1978年2月16日），美国男子田径、棒球运动员。他曾代表美国参加1912年夏季奥林匹克运动会，其中在田径项目上获得一枚金牌和一枚铜牌。